# Góry Małe
Góry Małe [pronunciación en polaco: /ˈɡurɨ ˈmawɛ/] es un pueblo ubicado en el distrito administrativo de Gmina Gąbin, dentro del Condado de Płock, Voivodato de Mazovia, en el este de Polonia central. Se encuentra aproximadamente a 8 kilómetros  al norte de Gąbin, a 10 kilómetros al sur de Płock, y a 91 kilómetros al oeste de Varsovia.
El pueblo tiene una población de 203 habitantes.